# Vellechevreux-et-Courbenans
Vellechevreux-et-Courbenans era una comuna francesa que estaba situada en el departamento de Alto Saona, de la región de Borgoña-Franco Condado, que el 1 de enero de 2025 pasó a formar parte de la comuna nueva de Belles-Fontaines como comuna delegada.

## Historia
Fue creada en 1807 con la unión de las comunas de Courbenans y Vellechevreux.

## Demografía
| Gráfica de evolución demográfica de Vellechevreux-et-Courbenans entre 1800 y 2022 |
|                                                                                   |

Los datos demográficos contemplados en este gráfico de la comuna de Vellechevreux-et-Courbenans se han cogido de 1800 a 1999 de la página francesa EHESS/Cassini, y los demás datos de la página del INSEE.